# Mizrana
Mizrana est une commune de la wilaya de Tizi Ouzou en Algérie.

## Géographie

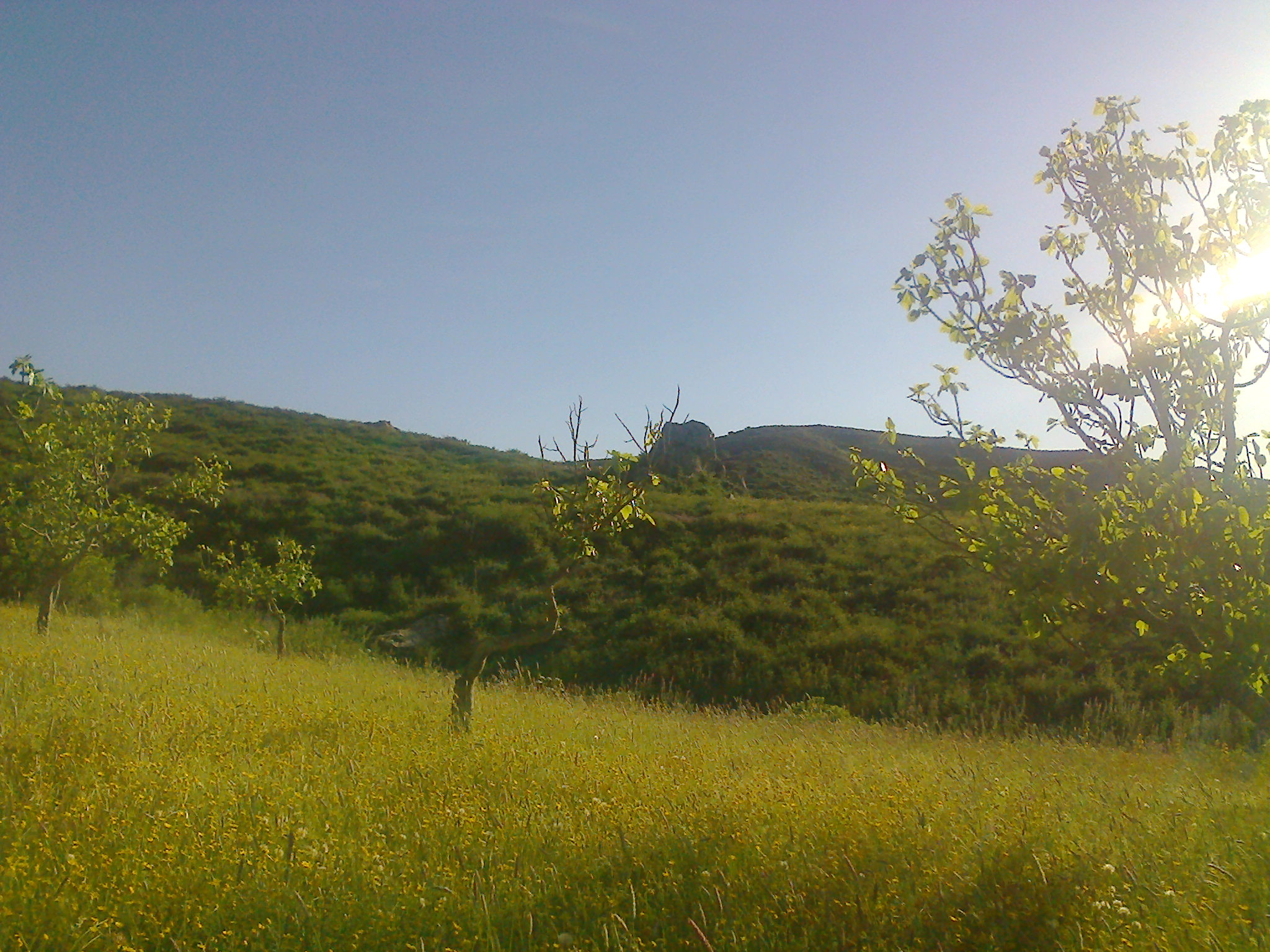
Paysage autour de Mizrana.

### Localisation
La commune de Mizrana se situe au nord-est de la wilaya de Tizi Ouzou dans l’aarch des Ath Ouaguenoun . Elle est délimitée :
|                            | Mer Méditerranée |          |
| Afir (Wilaya de Boumerdès) | Mizrana          | Tigzirt  |
|                            | Makouda          | Boudjima |

### Villages de la commune
La commune de Mizrana est composée de 17 villages : Agouni Goughrane (Azrou bar, ⴰⴳⵓⵏⵉ ⴳⵓⵖⵔⴰⵏ), Aït Iftène (ⴰⵝ ⵢⵉⴼⵝⵏ), Aït Saïd: chef lieu de la commune (ⴰⵢⵜ ⵙⴰⵄⵉⴷ), Akhendouk (ⴰⵅⵏⴷⵓⵇ), Arvedh ⴰⵕⵠⴹ, Azroubar (ⴰⵥⵕⵓ ⴱⵯⴰⵔ), Iguer Guirès ⵉⴳⴻⵔ ⴳⵉⵔⴻⵙ, Izerouil, (ⵣⵔⵡⵉⵍ), Mazer ⵎⴰⵣⵔ, Ouatouba (ⴳⵯⴰⵜⵜⵓⵠⴰ), Tamazirt Ourabah (ⵝⴰⵎⴰⵣⵉⵔⵝ ⵡⵔⴰⵠⴰⵃ), Tarsift (ⵜⴰⵔⵙⵉⴼⵝ), Thala Mimoun (ⵝⴰⵍⴰ ⵎⵉⵎⵓⵏ), Thala Thoghrast (ⵝⴰⵍⴰ ⵜⵓⵖⵔⴰⵙⵝ), Tikiouach (ⵝⵉⵇⵉⵡⴰⵛ), Tibecharine (ⵝⵉⵠⵛⴰⵔⵉⵏ), Tizi N'Bouali (ⵝⵉⵣⵉ ⵏ ⴱⵓⵄⵍⵉ), Houch Abdennour (ⵃⵓⵛ , ⵄⴱⴷⵏⵏⵓⵕ) et Ibekhtaouen (ⵉⵠⵅⵝⴰⵡⴻⵏ).

## Routes
La commune de Mizrana est desservie par plusieurs routes nationales:
- Route nationale 24: RN24 (Route de Béjaïa).
- Route nationale 71: RN71 (Route de Aïn El Hammam).
- Route nationale 72: RN72 (Route de Makouda).

## Histoire
Au printemps 1825, La tribu des Ait Ouaguenoun subit les représailles de la régence d'Alger pour s'être souvent rebellé contre cette dernière. L'expédition punitive d’une grande ampleur est menée par Yahia-Agha, délégué par le Dey Hussein. La bataille a été dirigée contre le village Ait Saïd; ce dernier étant le plus proche de la mer. Des historiens dénombrent 300 morts. La plupart sont enterrés dans un cimetière toujours en vue au niveau du village. Le lieu du déroulement de l'ultime bataille est connu sous le nom de Teblat u baxix qui veut dire: Rocher de l'hécatombe.